# Uiterdijken
Uiterdijken is de naam van meerdere polders, streekjes en buurtschappen, vooral in de provincie Groningen, maar ook elders in Nederland. De naam geeft weer dat het om land gaat dat oorspronkelijk buiten de dijken lag, dat wil zeggen een kwelder, uiterwaard of onbemalen, laag gelegen gebied. Uiter- in de betekenis van 'buitenwaarts gelegen'' is een synoniem voor buiten- (Latijn: extra).  
In Noord-Holland is de polder Binnen- en Buiten-Uiterdijk te vinden (in de 19e eeuw Groote, Hoornsche en Kerke-Uiterdijk genoemd), in Zuid-Holland vroeger de Uiterdijks-Polder (bij Hekendorp), in Utrecht de voormalige  heerlijkheid Uiterdijken van Mastwijk (bij Linschoten), in Noord-Brabant de uiterwaarden Demensche en Diedense Uiterdijk en Uiterdijk-onder-Drongelen, in Friesland de veenpolder Schoteruiterdijken en bij Kollum het Uiterdijksterkluft, de vroegere naam van Kollumerpomp (verwijzend naar de indijking van Nieuwkruisland in 1529). De naam Uiterdijk(en) wordt veelvuldig gebruikt in straatnamen, onder andere in Geldermalsen, Leeuwarden, Luttelgeest, Nederhorst Den Berg, Oudeschans, Pernis, Vollenhove, Zaandam, Zoelen en Zoeterwoude.

## Groningen
In historische bronnen wordt de betiteling Uiterdijken voor meerdere streekjes en buurtschappen in de provincie Groningen gebruikt. Het ging daarbij steeds om bewoning aan de rand van kwelders of op verhoogde erven buitendijks, bijvoorbeeld bij Grijpskerk en Winsum. De noordelijke kuststrook tussen Pieterburen en Godlinze die na de Kerstvloed van 1717 werd bedijkt, wordt Uiterdijksche Landen genoemd. Dit gebied was in de 17e eeuw voorzien van een kadedijk. Zandtster Uiterdijk (ook wel Zandster Buitendijk) en Godlinzer Uiterdijk golden in de 18e eeuw als afzonderlijke buurtschappen. In het Westerkwartier ligt het streekje en de polder Uiterdijk, ten noorden van Niezijl, ontstaan langs een dijk uit 1566. Langs het Reitdiep bevonden zich tot in de 19e eeuw uitgestrekte uiterdijkslanden, die hun naam hebben gegeven aan het voormalige waterschap Ezinger Uiterdijken en de Oude en Nieuwe Zuurdijkster Uiterdijkspolder. Uiterdijken was ook de naam van een buitendijks gelegen streekje bij Wirdum. En Uiterdijk is een straat te Onderdendam, genoemd naar de uiterwaarden langs het Winsumerdiep.
Vergelijkbare gebieden worden ook Buitenland(en) of Nieuwland(en) genoemd, bijvoorbeeld Buitenlanden bij Beerta en Winschoten, Zuidbroekster- en Uiterbuursterbuiten en Nieuwland bij Nieuwolda. Tegenover de Uiterdijken en Buitenlanden stonden Binnenlanden en Bovenlanden. Uiterdijks of Buitendijks contrasteerde met Binnendijks.

### Nieuw-Beerta
Tussen Beerta, Nieuw-Beerta en Bad Nieuweschans (gemeente Oldambt) ligt grotendeels ten noorden van de Pekel A en de A7 de polder Uiterdijken, bedijkt in 1657 door de aanleg van de Schanskerdijk (ook Stocksterhornsterdijk genoemd). Het gebied behoorde grotendeels tot het kerspel Beerta, waarvan in 1665 het dochterdorp Nieuw-Beerta werd afgesplitst. Dit gebied werd aanvankelijk de Nieu-Landen van de Olde en Nieuwe Beerta en Ulsda genoemd. De polders bij Beerta worden sinds de 19e eeuw Buitenlanden genoemd. Het gedeelte ten zuiden van de Pekel A (bij Hamdijk) vormde vanaf het einde van de 19e eeuw de molenpolder Uiterdijken of Boneschanskermolenkolonie.

### Blijham en Oudeschans
Ten noorden van Blijham (gemeente Westerwolde) en ten zuiden van de Pekel A en de A7 ligt de polder Uiterdijken of Oudeschansker Uiterdijken, bedijkt kort na 1631. In december van dit jaar sloten de ingelanden van Blijham en Bellingwolde hierover een contract met de stad Groningen. De aanwassen heten op een kaart uit 1587 het Nyeue uterslant. De polder staat nog niet afgebeeld op een schetskaart die landmeter Pieter van der Meersch in 1616 of 1617 van de aanwassen maakte, Hij staat wel op de kaart van Drenthe door Cornelis Pijnacker uit 1634. De landpunt van De Bult, die door de stad Groningen werd geclaimd, en de stroomgeul van de Pekel A ten oosten van Winschoterzijl bleven tot 1657 buitendijks.

### Kolham
In de gemeente Midden-Groningen ligt tussen Kolham en Woudbloem een laaggelegen streekje Uiterdijken, dat tot ver in de 19e eeuw een deel van het jaar onder water stond. Uiterdijk was tevens de naam van de kadastrale sectie, waarbinnen het gebied lag.